# Ace Combat: Assault Horizon
Ace Combat: Assault Horizon (エースコンバット アサルトホライゾン, Ēsu Konbatto Asaruto Horaizon) é um jogo eletrônico de simulação de combate áreo desenvolvido e publicado pela Namco Bandai Games. É um título derivado da série Ace Combat e foi lançado em outubro de 2011 para PlayStation 3 e Xbox 360, com uma conversão para Microsoft Windows estreando em janeiro de 2013. A história se passa na África Oriental, Oriente Médio, Estados Unidos e Rússia e acompanha membros da 108ª Força-Tarefa, uma companhia formada para colocar fim em revoltas pelo mundo. A jogabilidade permite que o jogador controle diferentes tipos de aeronaves de combate em uma série de missões com objetivos variados.